# Rete tranviaria di Schwerin
La rete tranviaria di Schwerin è la rete tranviaria che serve la città tedesca di Schwerin.

## Storia
Nel 1881 a Schwerin venne attivata una rete di tram a cavalli, il cui esercizio cessò tuttavia dopo soli quattro anni per problemi economici.
Il 1º dicembre 1908 venne attivata la rete di tranvie elettriche, composta di tre linee.
A partire dagli anni sessanta la città di Schwerin crebbe con la realizzazione di quartieri satellite, e pertanto anche la rete tranviaria fu ampliata, estendendosi ai quartieri di Lankow nel 1969, di Großer Dreesch nel 1974 (e poi ulteriormente nel 1984) e di Neu Pampow nel 1979.

## Rete
La rete si compone di 4 linee:
- 1 Kliniken - Hegelstraße
- 2 Lankow-Siedlung - Hegelstraße
- 3 Hegelstraße - Neu Pampow
- 4 Platz der Freiheit - Neu Pampow